# Rejestr Szkół i Placówek Oświatowych
Rejestr Szkół i Placówek Oświatowych (RSPO) – baza danych i witryna internetowa będąca częścią oficjalnego Systemu informacji oświatowej, służąca do gromadzenia i publikowania informacji o szkołach i placówkach oświatowych na terenie Polski. Witryna powstała na zlecenie Ministerstwa Edukacji Narodowej 22 listopada 2017 roku. Sam rejestr został utworzony w ramach ustawy o systemie informacji oświatowej z 2011 roku, która weszła w życie w sierpniu 2012 roku.
Mianem numer RSPO (lub po prostu RSPO) określa się numer w tym rejestrze. Numer ten jest jednoznacznym identyfikatorem placówki oświatowej.

## Przechowywane informacje
Rejestr przechowuje dane określone w ustawie, w szczególności:
- nazwa, typ, rodzaje placówki i specyfika szkoły (np. czy szkoła jest ogólnodostępna);
- określenie objętych etapów nauczania oraz jej profilu, specjalności itp. (w tym czy szkoła jest dla dzieci, czy dla dorosłych);
- data założenia, rozpoczęcia działalności oraz likwidacji;
- numer identyfikacyjny w rejestrze REGON oraz numer identyfikacji podatkowej;
- dane kontaktowe, w tym adres siedziby placówki, numer telefonu, adres poczty elektronicznej i strony internetowej;
- określenie zasięgu terytorialnego (obwodu) szkoły;
- informacja o posiadaniu internatu przez szkołę;
- imię i nazwisko dyrektora szkoły lub placówki oświatowej;
- dane organu prowadzącego i ew. placówki nadrzędnej (dla zespołu szkół itp.);
- dane uczelni sprawującej opiekę naukowo-dydaktyczną;
- data wpisania danych szkoły lub placówki oświatowej;
- numer RSPO.